# Двенадцатая ночь (спектакль, 1975)
«Двенадцатая ночь» — спектакль Московского театра «Современник», поставленный английским режиссёром Питером Джеймсом по одноимённой комедии Уильяма Шекспира в 1975 году.
Двухсерийный фильм-спектакль по постановке Питера Джеймса был записан на творческом объединении «Экран» в 1978 году.

## Сюжет
Комедия положений — все путают близнецов Виолу и Себастьяна, брата и сестру. Кораблекрушение разлучает близнецов, которые оказываются в стране, где их никто не знает. Виола влюбилась в герцога Орсино и, переодевшись в мужское платье, появляется при дворе герцога под именем Цезарио. В свою очередь герцог влюблён в неприступную красавицу Оливию. Орсино посылает к Оливии Цезарио — поведать о своих чувствах — и она влюбляется в Цезарио. В этот сложный любовный треугольник вмешивается Себастьян, которого все путают с его сестрой…

## Действующие лица и исполнители
- Виола — Марина Неёлова
- Себастьян, её брат — Марина Неёлова (в телеверсии)
- Орсино, герцог Иллирийский — Юрий Богатырёв
- Оливия, графиня — Анастасия Вертинская
- Сэр Тоби Белч — Пётр Щербаков
- Сэр Эндрю Эгьючик, приятель сэра Тоби — Константин Райкин (в телеверсии), Олег Даль
- Мальволио, управитель у Оливии — Олег Табаков
- Фесте, шут Оливии — Авангард Леонтьев (в телеверсии), Валентин Никулин
- Мария, камеристка Оливии — Нина Дорошина
- Антонио, капитан корабля, друг Себастьяна — Валерий Хлевинский
- Фабиан, бывший слуга графини — Олег Шкловский
- Всеволод Давыдов
- Алексей Кутузов
- Владимир Поглазов
- Сергей Сазонтьев
- Борис Сморчков
- Лариса Соловьёва
- Рогволд Суховерко

## Создатели спектакля
- Режиссёр-постановщик — Питер Джеймс (Великобритания)
- Художник — Иосиф Сумбаташвили
- Перевод и текст песен — Давид Самойлов
- Композитор — Давид Кривицкий
- Хореограф — Алла Щербинина

### Создатели телеверсии
- Режиссёры — Олег Табаков, Виктор Храмов
- Операторы — Георгий Криницкий, Борис Дунаев
- Художник-постановщик — Виктор Лукьянов
- Звукооператор — В. Русаков
- Редактор — А. Шершова
- Монтаж — Т. Иванова
- Грим — Т. Кутузова, В. Николаева
- Директор — В. Ёркин